# José Gregorio Monagas (município)
José Gregorio Monagas é um município da Venezuela localizado no estado de Anzoátegui.
A capital do município é a cidade de Mapire.